# Charmont-en-Beauce
Charmont-en-Beauce – miejscowość i gmina we Francji, w Regionie Centralnym, w departamencie Loiret.
Według danych na rok 1990 gminę zamieszkiwało 336 osób, a gęstość zaludnienia wynosiła 19 osób/km² (wśród 1842 gmin Regionu Centralnego Charmont-en-Beauce plasuje się na 810. miejscu pod względem liczby ludności, natomiast pod względem powierzchni na miejscu 760.).